# Pedro Pablo Ramírez
Pedro Pablo Ramírez Machuca (La Paz, 30 gennaio 1884 – Buenos Aires, 12 maggio 1962) è stato un generale e politico argentino, presidente golpista dell'Argentina dal 7 giugno 1943 al 24 febbraio 1944.

## Biografia
Ufficiale del servizio informazioni dell'esercito argentino, aveva preso parte al golpe militare del 1930. Fu quindi mandato come addetto militare in Italia.
Giunto al grado di Generale di divisione, nel novembre 1942 fu nominato ministro della Guerra dal presidente Ramón S. Castillo.
Acceso nazionalista, riuscì a sfruttare il vuoto di potere che si era creato dopo la ribellione di numerosi ufficiali rivoltosi dell'esercito con il colpo di stato del giugno 1943, chiamato Rivoluzione del '43, che aveva portato alle dimissioni dell'incapace presidente Castillo, sostituendo il presidente designato dai golpisti, il generale Arturo Rawson.
Il primo atto del suo governo militare fu lo scioglimento del Congresso, dopo di che  governò con decreti; di fronte alle vaste critiche egli represse tutte le associazioni che appoggiavano gli Alleati, la stampa ebraica e quella di opposizione. Operò epurazioni nelle scuole e nelle università.
L'attività di agenti tedeschi e giapponesi in Argentina portò gli Alleati, in particolar modo gli Stati Uniti d'America, ad una dura protesta, che in un primo tempo consolidò l'unità degli argentini attorno a Ramírez. 
Ma quando Ramirez ruppe le relazioni diplomatiche con Germania e Giappone nel gennaio 1944, questo ebbe come conseguenza, in febbraio, un golpe militare del Gruppo Ufficiali Uniti, che richiese le sue dimissioni. Il suo successore, il generale Edelmiro Farrell, mantenne inizialmente la politica favorevole all'Asse, sostenuto dal ministro del lavoro e della guerra, il colonnello Juan Domingo Peron, e mantenne il potere fino alle elezioni del febbraio 1946, che elessero presidente lo stesso Peron.